# Cephaloalcyonidium morchellanum
Cephaloalcyonidium morchellanum är en mossdjursart som beskrevs av Jean-Loup d'Hondt 2006. Cephaloalcyonidium morchellanum ingår i släktet Cephaloalcyonidium och familjen Clavoporidae. Inga underarter finns listade i Catalogue of Life.